# Camponotus culmicola
Camponotus culmicola är en myrart som beskrevs av Wheeler 1905. Camponotus culmicola ingår i släktet hästmyror, och familjen myror.

## Underarter
Arten delas in i följande underarter:
- C. c. culmicola
- C. c. haweisi